# Stomatium
Stomatium Schwantes, 1926 è un genere di piante succulente appartenente alla famiglia delle Aizoacee originario del Sudafrica.

## Descrizione
Forma folti cespi di foglie carnose, opposte a due a due, che appaiono come una bocca dischiusa (da cui il nome derivante dal greco stoma, appunto bocca). Le foglie hanno dentature laterali e piccole verruche sulla cima, la parte superiore è piatta e quella inferiore carenata. I suoi fiori sono gialli e sbocciano nelle notti d'estate.

## Tassonomia
Il genere comprende le seguenti specie:
- Stomatium acutifolium L.Bolus
- Stomatium agninum Schwantes
- Stomatium alboroseum L.Bolus
- Stomatium angustifolium L.Bolus
- Stomatium beaufortense L.Bolus
- Stomatium bolusiae Schwantes
- Stomatium braunsii L.Bolus
- Stomatium bryantii L.Bolus
- Stomatium deficiens L.Bolus
- Stomatium difforme L.Bolus
- Stomatium duthiae L.Bolus
- Stomatium ermininum Schwantes
- Stomatium fulleri L.Bolus
- Stomatium geoffreyi L.Bolus
- Stomatium gerstneri L.Bolus
- Stomatium grandidens L.Bolus
- Stomatium integrum L.Bolus
- Stomatium jamesii L.Bolus
- Stomatium latifolium L.Bolus
- Stomatium lesliei Volk
- Stomatium leve L.Bolus
- Stomatium loganii L.Bolus
- Stomatium meyeri L.Bolus
- Stomatium middelburgense L.Bolus
- Stomatium murinum (Haw.) Schwantes ex H.Jacobsen
- Stomatium mustelinum (Salm-Dyck) Schwantes
- Stomatium paucidens L.Bolus
- Stomatium peersii L.Bolus
- Stomatium pluridens L.Bolus
- Stomatium resedolens L.Bolus
- Stomatium ronaldii L.Bolus
- Stomatium rouxii L.Bolus
- Stomatium ryderae L.Bolus
- Stomatium suaveolens Schwantes
- Stomatium suricatinum L.Bolus
- Stomatium trifarium L.Bolus
- Stomatium villetii L.Bolus
- Stomatium viride L.Bolus

## Coltivazione
La coltivazione avviene in terreno molto poroso composto per metà da terra concimata e per metà da sabbia molto grossolana dato che la pianta in condizioni non ottimali ha la tendenza a marcire. Richiede molta luminosità e i raggi diretti del sole; le innaffiature che saranno regolari in estate, dovranno essere sospese in inverno e mantenute a una temperatura non inferiore ai 5 °C. La riproduzione avviene per seme in terra fine e sabbiosa mantenuta in umidità costante e al riparo dai raggi del sole, quando i semi iniziano a germogliare andranno posti gradualmente alla luce fino a quando saranno abbastanza grandi da essere messi in vaso.